# شارون بولز
شارون بولز (بالإنجليزية: Sharon Bowles)‏ (و. 1953  م) هي سياسية، ومحامية بريطانية، ولدت في أكسفورد، وهي عضو في حزب الديمقراطيين الليبراليين.

## مناصب
تولت منصب عضو في البرلمان الأوروبي (14 يوليو 2009–30 يونيو 2014)
- عضو في البرلمان الأوروبي (12 مايو 2005–13 يوليو 2009).[1]

## التعليم
تعلمت في جامعة ريدنغ.